# Mario Colucci
Mario Colucci (* 1932 in Rom) ist ein italienischer Drehbuchautor und Filmregisseur.
Colucci schrieb, nach einer Arbeit als Regieassistent 1960,  zwischen 1962 und 1967 etliche Drehbücher für Genrefilme, manchmal unter dem Pseudonym Ray Colloway. Nach zwei selbst inszenierten Werken und einem letzten Drehbuch verließ er 1971 die Branche.

## Filmografie (Auswahl)

### Drehbuchautor
- 1966: Keinen Dollar für dein Leben (Un dollaro di fuoco)

### Regisseur
- 1968: Rache für Rache (Vendetta per vendetta)